# Seznam olympijských medailistů v lakrosu
Lakros byl na programu olympijských her 1904 (tři účastníci – Kanada, USA a kanadské družstvo Indiánů Mohawků, vítěz Kanada) a 1908 (dva účastníci – Kanada a Velká Británie, vítěz Kanada), jako ukázkový sport 1928 (tři účastníci – Kanada, USA a Velká Británie, vítěz nebyl vyhlášen), 1932 (dva účastníci – Kanada a USA, vítěz USA), a 1948 (dva účastníci – USA a Velká Británie, vítěz nevyhlášen – remíza).
| Rok      | Zlato          | Stříbro                        | Bronz                                |
| -------- | -------------- | ------------------------------ | ------------------------------------ |
| LOH 1904 | · Kanada (CAN) | · Spojené státy americké (USA) | · Kanada (CAN) - Indiáni Mohawkové   |
| LOH 1908 | · Kanada (CAN) | · Velká Británie (GBR)         | nikdo – soutěžila pouze dvě družstva |

## Soupisky mužstev

### Letní olympijské hry 1904 Saint Louis
Kanada (Shamrock Lacrosse Team) - Élie Blanchard, William Brennaugh, George Bretz, William Burns, George Cattanach, George Cloutier, Sandy Cowan, Jack Flett, Benjamin Jamieson,Hilliard Laidlaw, Hilliard Laidlaw, William F. L. Orris, Lawrence Pentland
USA - (St. Louis Amateur Athletic Association) - J. W. Dowling, W. R. Gibson, Patrick Grogan, Philip Hess, Tom Hunter, Albert Lehman, William Murphy, William Partridge, George Passmore, William T. Passmore, W. J. Ross, Jack Sullivan, Albert Venn, A. M. Woods
Kanada - (Indiáni Mohawkové) - Black Hawk, Black Eagle, Almighty Voice, Flat Iron, Spotted Tail, Half Moon, Lightfoot, Snake Eater, Red Jacket, Night Hawk, Man Afraid Soap, Rain in Face

### Letní olympijské hry 1908 Londýn
Kanada - Frank Dixon, George Campbell, Angus Dillon, Richard Duckett, George Rennie, Clarence McKerrow, Alexander Turnbull, Henry Hoobin, Ernest Hamilton, John Broderick, Thomas Gorman, Patrick Brennan (D. McLeod, A. Mara, J. Fyon - nezasáhli do turnaje)
Velká Británie - George Alexander, George Buckland, Eric Dutton, S. N. Hayes, Wilfrid Johnson, Edward Jones, Reginald Martin, Gerald Mason, Johnson Parker-Smith, Hubert Ramsey, Charles Scott, Norman Whitley, (C. J. Mason, F. S. Johnson, V. G. Gilbey, H. Shorrocks, James Caldwell Alexander, L. Blockey - nezasáhli do turnaje)

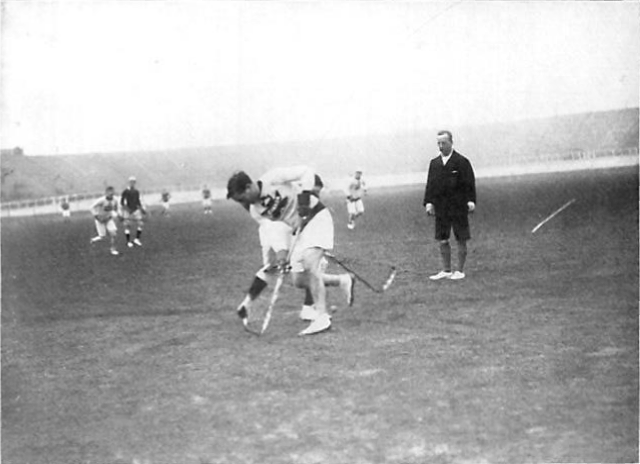
Lakros na olympijských hrách 1908.